# (16412) 1986 WZ
A (16412) 1986 WZ a Naprendszer kisbolygóövében található aszteroida. Zdeňka Vávrová fedezte fel 1986. november 25-én.